# Юсуф (бей Алайе)
Юсуф б. Караман (тур. Yûsuf b. Karaman) — правитель бейлика Алайе в первой трети XIV века. С Юсуфом встречался Ибн Баттута, когда в 1333/34 году посетил Алайе. Юсуф-бей признается историками основателем бейлика Алайе.

## Биография
Согласно Анонимному «Сельджукнаме», в 1292/93 году Бедреддин Махмуд, сын Карамана-бея, отвоевал Алайе у крестоносцев. До смерти Махмуда в 1308 году город, вероятно, оставался вассально зависимым от Караманогуллары. Кроме того, из отчеканенных монет следует, что, хотя с 1292/93 года проповедь читалась от имени султана мамлюков, влияние в Алайе в конце века имели ильханы, особенно во время правления Газан-Хана.
После смерти Караманоглу Махмуда-бея источники упоминали как правителя Алайе Юсуфа-бея. Связь между Махмудом и Юсуфом точно не установлена, но, предположительно, они были братьями. Аль-Умари, передавая сведения от венецианца Дориа, писал, что Алайе принадлежал Караманидам и находился под управлением бея по имени Юсуф, назначенного Караманидами. Он не упоминал происхождения Юсуфа, тогда как Ибн Баттута называл Юсуфа «сын Карамана». В источниках нет информации о том, когда и как Юсуф-бей приехал в город. Считается, что это могло произойти либо после смерти Гюнери-бея в 1300 году, когда Махмуд стал беем Караманогуллары, либо после смерти Махмуда-бея в 1308 году. В 1333/34 году, когда Ибн Баттута посетил Алайе, город всё ещё находился под властью Юсуфа. Со слов путешественника, Юсуф был уже в преклонном возрасте и был независимым правителем. Ибн Баттута встречался с Юсуфом, к которому прибыл вместе с кади Джалаледдином: «В субботу мы сели на лошадей и отправились на встречу с Караманоглу Юсуфом Беем, султаном Алая. Бей означает правитель. Его особняк находился в десяти милях от города. Я нашёл его сидящим в одиночестве на берегу реки, на холме на берегу моря. Его визири и командиры расположились ниже, а его солдаты были справа и слева. Его волосы были окрашены в чёрный цвет». Юсуф интересовался у Ибн Баттуты, откуда тот прибыл, и послал ему после встречи дары. Караманоглу Юсуф-бей признается историками основателем бейлика Алайе.
Сообщения источников о доходной торговле древесиной, смолой, шёлком и рабами, которая обогащали Алайе, сосредоточены между 1300—1334 годами. Процветание и богатство региона связываются с периодом правления Юсуфа. По словам Ибн-Баттуты, торговля для Алайе была самой важной деятельностью. Чтобы обеспечить ей безопасность, необходимо было иметь хорошие отношения с Кипром и хорошо ладить с мамлюками, которым они продавали свою продукцию. Слабость мамлюкского флота давала королю Кипра Гуго IV преимущество. Он начал собирать пошлину с туркменских беев на юге Анатолии, Юсуф тоже платил ему ради обеспечения безопасности торговых путей.
В связи с малым количеством источников датировки начала и конца правления Юсуфа неизвестны. И. Узунчаршилы не упоминает Юсуфа, турецкий историк М. Аккуш датирует начало правления Юсуфа 1308 годом, а начало правления Алаэддина, сына Юсуфа — 1350-ми годами. Турецкий историк И. Сари называет 1300—1337 годы как период правления Юсуфа.